# گاز خردل
گاز خردل (1,5-dichloro-3-thiapentane) ترکیبی شیمیایی دارای عنصرهای کلر و گوگرد است که به عنوان سلاح شیمیایی در جنگ جهانی اول و نیز جنگ ایران و عراق توسط عراق به کار رفت.
هر چند این ماده در دمای معمولی به صورت مایع است اما معمولاً از آن به عنوان گاز خردل نام برده می‌شود.
این گاز جزو عوامل تاول‌زا طبقه‌بندی می‌شود و دارای اثرات مخرب و دراز مدت بر روی پوست، چشم، سیستم تنفسی و دستگاه گوارشی است. گاز خردل عامل آلکیله‌کننده و سرطان‌زا نیز هست.

## تاریخچه
گاز خردل نخستین بار در سال ۱۹۱۷ به عنوان سلاح شیمیایی در جنگ جهانی اول به کار گرفته شد. پس از جنگ جهانی اول وسیع‌ترین مورد کاربرد این سلاح شیمیایی در جنگ ایران و عراق بود. بر اساس گزارش‌های بازرسان سازمان ملل متحد، عراق از سال ۱۳۶۲ تا ۱۳۶۷ در موارد متعددی از بمبهای حاوی گاز خردل علیه رزمندگان ایرانی و نیز افراد غیرنظامی ساکن روستاها و شهرهای مرزی ایران مانند سردشت، بانه و حمله شیمیایی به حلبچه استفاده کرد.
در سال‌های اخیر شواهدی مبنی بر استفاده از گاز خردل در جنگ سوریه نیز پیدا شده‌است.